# Comuna Ciutivka, Orjîțea
Ciutivka (în ucraineană Чутівка) este o comună în raionul Orjîțea, regiunea Poltava, Ucraina, formată din satele Ciutivka (reședința) și Novîi Irjaveț.

## Demografie
Componența lingvistică a comunei Ciutivka
     Ucraineană (98,76%)
     Rusă (1,18%)
Conform recensământului din 2001, majoritatea populației comunei Ciutivka era vorbitoare de ucraineană (98,76%), existând în minoritate și vorbitori de rusă (1,18%).